# Belisana benjamini
Belisana benjamini là một loài nhện trong họ Pholcidae. Loài này được phát hiện ở Sri Lanka.